# Caladomyia alatus
Caladomyia alatus är en tvåvingeart som först beskrevs av Analia C.Paggi 1992.  Caladomyia alatus ingår i släktet Caladomyia och familjen fjädermyggor. Inga underarter finns listade i Catalogue of Life.